# Haus Mowbray
Das Haus Mowbray besteht aus zwei normannischen Adelsfamilien, die den nach der normannischen Eroberung Englands gebildeten Besitz des Geoffroy de Montbray, Bischof von Coutances, innehatten.

## Familiengeschichte
Geoffroy de Montbray hatte Wilhelm den Eroberer bei seinem Feldzug um die Krone Englands begleitet und war für seine Unterstützung mit etwa 280 Gütern belohnt worden. Sein Neffe Robert de Montbray wurde zum Earl of Northumbria ernannt, verlor diesen Titel aber aufgrund seiner Rebellion gegen Wilhelm II., und verschwand anschließend (je nach Quelle) im Gefängnis oder in einem Kloster.
Roberts Ehe mit Matilda de L’Aigle wurde annulliert, sie heiratete nach 1107 in zweiter Ehe Nigel d’Aubigny, der daraufhin die Güter der Montbrays erhielt. Nigel ließ sich 1118 von Matilda scheiden und heiratete Gundred de Gournay, die die Mutter seines Sohnes wurde. Dieser, Roger d’Aubigny, nahm auf Geheiß Heinrichs I. den Namen Montbray an, nachdem er seinen Vater beerbt hatte. Diese zweite Montbray-Familie ist folglich mit der ersten Montbray-Familie nicht blutsverwandt, befand sich lediglich im Besitz der Güter. Im Lauf der Zeit verschliff der Name Montbray zu Mowbray.
William de Mowbray († um 1224) war einer der 25 Barone, die die Einhaltung der Bestimmungen der Magna Charta überwache sollten. John Mowbray († 1379) wurde 1377 zum Earl of Nottingham ernannt, sein Bruder Thomas († 1399) 1383 zum Lord Marshal of England (ab 1397 Earl Marshal) und 1397 zum Duke of Norfolk. Als Earl Marshal wurde er bereits 1398 abgesetzt, als Herzog dann 1399 mit der Thronbesteigung von Heinrichs IV. Im gleichen Jahr erbte er von seiner Großmutter mütterlicherseits den parallel existierenden Titel eines Earl of Norfolk, den er auch an seine Nachkommen weitergeben konnte. 1412 wurde der Earl Marshal als erbliche Würde an John Mowbray zurückgegeben, 1425 wurde der Herzogstitel wiederhergestellt. Sein Enkel John († 1476) war letzte Herzog von Norfolk aus der Familie, seine Tochter Anne Mowbray, 8. Countess of Norfolk († 1481) wurde 1478 als 5-Jährige mit dem wenige Monate jüngeren Richard of Shrewsbury, 1. Duke of York (und dann ab 1481 auch Duke of Norfolk) verheiratet, dem zweiten Sohn des Königs England, der 1483 als einer der beiden Prinzen im Tower verschwand.
Durch den Tod Richards ging das Erbe an John Howard über, dessen Mutter eine Mowbray war. Da John Howard in der Nacht, in der die Prinzen aus dem Tower verschwanden, mit der Bewachung betraut war, wird er als einer derjenigen gesehen, die ein Interesse an ihrem Tod hatten.

## Stammliste

### Die Montbray
1. NN
  1. Geoffroy de Montbray († 2. Februar 1093), 1049 Bischof von Coutances
  2. Roger de Montbray
    1. Robert de Montbray († 1125), Earl of Northumbria 1086–1095, enteignet und gefangen, gestorben als Mönch; ⚭ 1095 Matilda, Tochter von Richard de l’Aigle (Haus l’Aigle) und Judith, der Schwester von Hugh d’Avranches, 1. Earl of Chester (Haus Conteville), die Ehe wurde annulliert; sie heiratete nach 1107 in zweiter Ehe Nigel d’Aubigny, geschieden 1118

  3. Alicia; ⚭ Roger d’Aubigny, Seigneur d‘Aubigny

### Die Aubigny
1. Roger d’Aubigny; ⚭ Alicia, Schwester von Geoffroy de Montbray – siehe Haus Aubigny
  1. Nigel d’Aubigny († 1129), erhielt die heimgefallenen Güter Robert de Montbrays; ⚭ I nach 1107 Matilde de l’Aigle, Tochter von Richard de l‘Aigle und Judith, nach annullierter Ehe mit Robert de Montbray, Earl of Northumbria, geschieden 1118; ⚭ II Gundred de Gournay, Tochter von Gerard de Gournay und Edith de Warenne, der Tochter von William de Warenne, 1. Earl of Surrey (Haus Warenne)
    1. Roger de Mowbray (Roger d’Aubigny) (* um 1120, † 1188 Tyros), 1138 volljährig, nahm dann den Namen „de Montbray“ an; ⚭ nach 1141 Alice de Gant († um 1181), Tochter von Walter de Gant (Haus Gent), Witwe von Ilbert de Lacy
      1. Nigel (* 1146, † 1191 bei der Belagerung von Akkon); ⚭ 1170 Mabel († 1203)
        1. William (* um 1173, † um 1222), Baron of Axholme, einer der 25 unterzeichnenden Barone der Magna Charta; ⚭ Agnes, Tochter von William d’Aubigny, 2. Earl of Arundel
          1. Nigel, † nach 1228; ⚭ Maud, Tochter von Roger de Camvile
          2. Roger, 1240 volljährig, † 1266
            1. Roger (* 1254, † 21. November 1297), 1. Baron Mowbray; ⚭ Rohese de Clare (1252–1317), Tochter von Richard de Clare, 5. Earl of Hertford – Nachkommen siehe unten

        2. Roger († um 1218)

      2. Robert (* 1149, 1173/74 bezeugt)
      3. Tochter, Nonne im Kloster Sainte-Trinité in Caen

  2. William d’Aubigny († 1139), bestattet in Wymondham Priory, Norfolk; ⚭ Maud, Tochter von Roger Bigod (Haus Bigod) und Alice de Tosny (Haus Tosny) – Nachkommen siehe Haus Aubigny

### Die Barons Mowbray
1. Roger (* 1254, † 21. November 1297), 1. Baron Mowbray; ⚭ Rohese de Clare (* 1252, † 1317), Tochter von Richard de Clare, 5. Earl of Hertford, 2. Earl of Gloucester (Haus Clare) – Vorfahren siehe oben
  1. John (* 4. September 1286, † hingerichtet 23. März 1322), 2. Baron Mowbray; ⚭ Aline de Braose († um 1331), Tochter von William de Braose, 2. Baron Braose (Haus Braose)
    1. John (* 29. November 1310, † 4. Oktober 1361), 3. Baron Mowbray; ⚭ I 1330 Joan of Lancaster († 1345), Tochter von Henry Plantagenet, 3. Earl of Lancaster und Maud Chaworth; ⚭ II NN
      1. Blanche (* 1338, † 21. Juli 1409), ⚭I 25. März 1349 John Segrave († 1353), ⚭ II Robert Bertram, ⚭ III Thomas Poynings, ⚭ IV Sir John Worth, ⚭ V Sir John Wiltshire.
      2. John (* 25. Juni 1340, † 1368), 1361 4. Baron Mowbray, ⚭ 25. März 1349 Elizabeth de Segrave († 1375), 5. Baroness Segrave, Tochter von John Segrave, 4. Baron Segrave, und Margaret Brotherton, Duchess of Norfolk
        1. Margaret (* 1359, † 1401); ⚭ 1369 Sir Reginald de Lucy († 1437)
        2. Joan (* 1361, † 8. September 1410); ⚭ 1380 Sir Thomas Grey († 1400).
        3. Eleanor (* 1364, † 1417); ⚭ Mai 1386 John de Welles, 5. Baron Welles († 1421).
        4. John (* 1365, † 1379), 1368 5. Baron Mowbray, 1375 6. Baron Segrave, 1377 1. Earl of Nottingham
          1.  ? (unehelich) Eleanor, ⚭ 1416 Simon Cheney

Wappen Thomas Mowbrays

Wappen von Thomas Mowbray, 1. Duke of Norfolk (durch Richard II. verliehen)

        5. Wappen Thomas Mowbrays Wappen von Thomas Mowbray, 1. Duke of Norfolk (durch Richard II. verliehen) Thomas (* 22. März 1366, † 22. September 1399), 1383 7. Baron Segrave, 6. Baron Mowbray, 1. Earl of Nottingham, 1397 1. Duke of Norfolk, 1399 als Herzog abgesetzt, 1399 3. Earl of Norfolk, Ritter des Hosenbandordens, 1383 Earl Marshal; ⚭ I Elizabeth le Strange, 3. Baroness Strange, Tochter von John le Strange, 2. Baron Strange; ⚭ II Elizabeth FitzAlan († 1425), Tochter von Richard FitzAlan, 11. Earl of Arundel und Elizabeth de Bohun (Haus FitzAlan) – Nachkommen siehe unten
        6. Anne, Äbtissin von Barking Abbey

      3. Eleanor (* 1342, † 1387), ⚭ I 1358 Roger La Warre, Baron La Warre († 1370), ⚭ II Sir Lewis de Clifford.

    2. Alexander (* um 1314, † um 1391)

  2. Alexander (* 1288), ließ sich wohl in Schottland nieder

### Die Dukes of Norfolk

Wappen der Mowbray als Dukes of Norfolk (Surrey Roll)

1. Wappen der Mowbray als Dukes of Norfolk (Surrey Roll) Thomas (* 22. März 1366, † 22. September 1399), 1382 7. Baron Segrave, 6. Baron Mowbray, 1. Earl of Nottingham, 1397 1. Duke of Norfolk, 1399 als Duke abgesetzt, 1399 3. Earl of Norfolk, Ritter des Hosenbandordens, 1383 Earl Marshal; ⚭ I Elizabeth le Strange, 3. Baroness Strange, Tochter von John le Strange, 2. Baron Strange; ⚭ II Elizabeth FitzAlan († 1425), Tochter von Richard FitzAlan, 11. Earl of Arundel und Elizabeth de Bohun (Haus FitzAlan) – Vorfahren siehe oben
  1. Thomas (* 1385, † hingerichtet 8. Juni 1405), 1399 4. Earl of Norfolk, 2. Earl of Nottingham, 8. Baron Segrave, 7. Baron Mowbray; ⚭ I Constance Holland († 1437), Tochter von John Holland, 1. Duke of Exeter (Haus Holland)
  2. John (* 1392, † 19. Oktober 1432), 1405 5. Earl of Norfolk, 3. Earl of Nottingham, 9. Baron Segrave, 8. Baron Mowbray, 1412 Earl Marshal, Ritter des Hosenbandordens, 1425 2. Duke of Norfolk; ⚭ Katherine Neville († nach 1483), Tochter von Ralph Neville, 1. Earl of Westmorland, und Joan Beaufort (Haus Neville)
    1. John (* 12. September 1415, † 6. November 1461), 1432 3. Duke of Norfolk, Earl Marshal, 6. Earl of Norfolk, 4. Earl of Nottingham, 9. Baron Mowbray, 10. Baron Segrave; ⚭ Eleanor Bourchier, Tochter von William Bourchier, Graf von Eu, und Anne of Gloucester, Countess of Buckingham
      1. John (* 18. Oktober 1444, † 14. Januar 1476), 1451 1. Earl of Surrey, 1461 4. Duke of Norfolk, Earl Marshal, 5. Earl of Nottingham, 7. Earl of Norfolk, 10. Baron Mowbray, 11. Baron Segrave; ⚭ Elizabeth Talbot († 1506/1507), Tochter von John Talbot, 1. Earl of Shrewsbury und Margaret Beauchamp (Haus Talbot)
        1. Anne (* 10. Dezember 1472, † 19. November 1481), 8. Countess of Norfolk, 11. Baronesse Mowbray, 12. Baronesse Segrave; ⚭ 15. Januar 1478 Richard of Shrewsbury, 1. Duke of York († 1483?) (Haus Plantagenet)

  3. Margaret (* 1388, † 1459); ⚭ Sir Robert Howard of Tendring († 1436)
    1. John Howard, 1. Duke of Norfolk († 1485) (Haus Howard)

  4. Isabel (* 1396, † 1452); ⚭ I Henry Ferrers, 5. Baron Ferrers of Groby, ⚭ II James Berkeley, 1. Baron Berkeley († 1463).